# Tibetansk ponny
Den tibetanska ponnyn är en hästras av ponnytyp som härstammar från bergsområdena i Tibet. Tibetanska ponnyer är mycket primitiva och härstammar från en uråldrig stam, troligtvis hästar som utvecklats ur den mongoliska vildhästen przewalski. Även om ponnyn enligt västerländska ideal inte är speciellt tilltalande så är det en ponny som är populär både bland fattiga och rika i Tibet och Dalai Lama håller sig med flera tibetanska ponnyer. Den tibetanska ponnyn är en tålig och sund bergsponny som är mycket säker på foten.

## Historia
Den tibetanska ponnyn härstammar från den mongoliska vildhästen przewalskis häst och olika kinesiska ponnyer. Ponnyn har funnits i Himalayaområdet sedan antiken. Under Ming- och Tangdynastierna i Kina gavs dessa ponnyer som gåvor till de kinesiska kejsarna. Ponnyerna hade helig status bland de tibetanska folken och ägdes av både fattiga bönder och rika och enligt traditionen håller sig alltid Dalai Lama med ett antal tibetanska ponnyer.

## Egenskaper

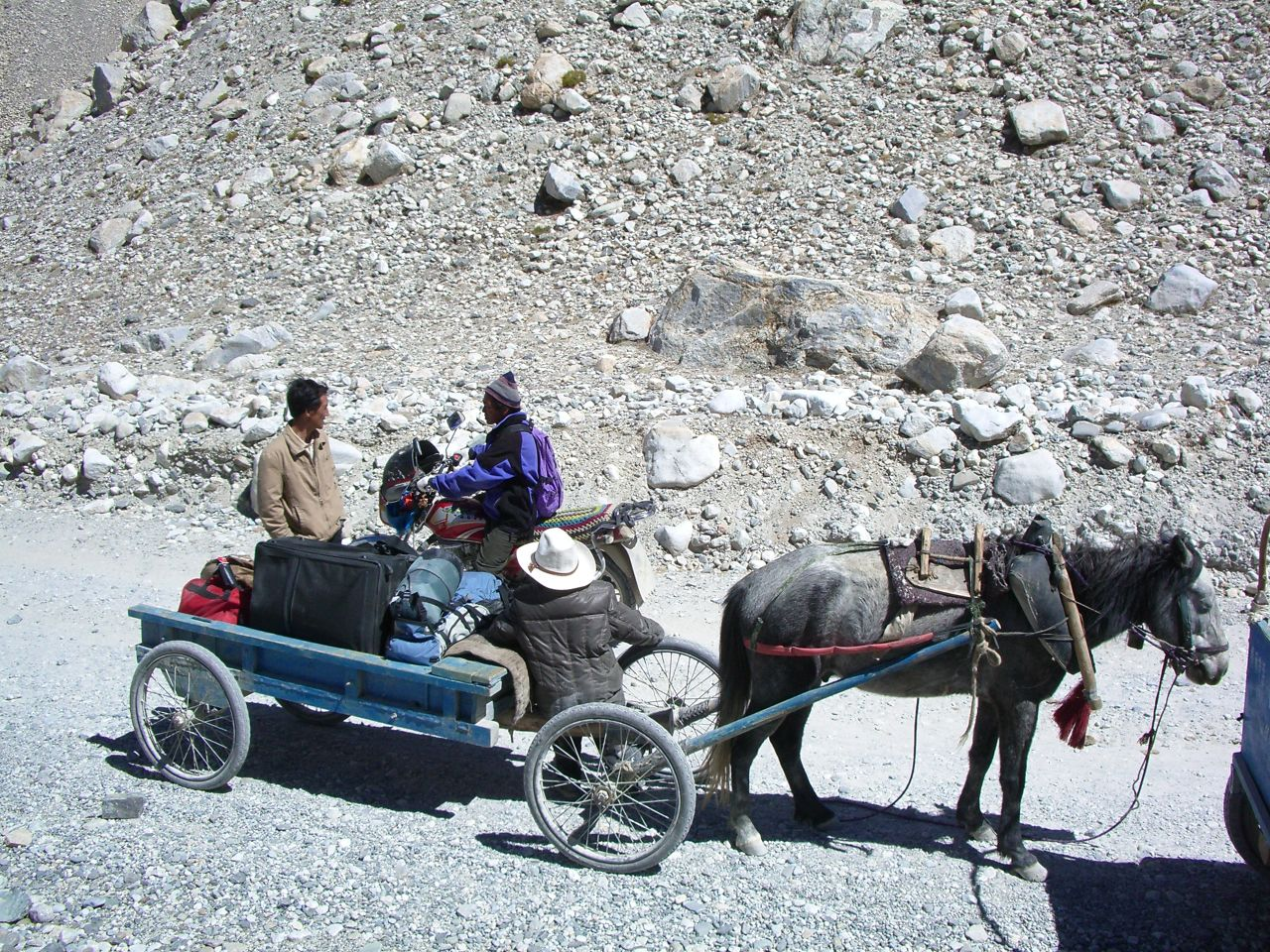
På många håll i Tibet är den tibetanska ponnyn en viktig tillgång som transport-, drag- och arbetshäst.

De tibetanska ponnyerna är älskade på grund av sin styrka, säkerhet på foten och uthållighet. Bland bönderna används ponnyn mest inom jordbruket och som packdjur och bland de rika används de som ridponnyer för barn och även till körning.
Ponnyn har ett ganska stort huvud med kraftiga käkar och rak nosprofil. Nacken är kort men kraftig och ögonen är små. Huvudet är medelstort med rak nosprofil och stora ganascher. Pannlugg, man och svans är ofta tjocka och fylliga med kraftigt tagel. Kroppsbyggnaden är robust med kort rygg och ett starkt, runt kors. Trots att ponnyn härstammar från betesfattiga bergsområden håller den en god kvalitet. Rasen har två släktingar i Spitiponnyn och Bhutiaponnyn från Indien och de tibetanska ponnyer som föds i Indien räknas in under en kategori kallad Indisk ponny tillsammans med sina släktingar.